# Henri Grégoire (Byzantinist)
Henri Grégoire (* 21. März 1881 in Huy; † 28. September 1964 in Brüssel) war ein belgischer Historiker. Er gilt als Begründer der Byzantinistik in Belgien.

## Leben
Henri Grégoire studierte Klassische Philologie und Byzantinistik an der Universität Lüttich, bei Léon Parmentier und Franz Cumont, der Sorbonne, bei Gabriel Millet und Charles Diehl, der Universität München, bei Karl Krumbacher, sowie der Universität Berlin bei Ulrich von Wilamowitz-Moellendorff. Während des Studiums wurde er Mitglied des Akademisch-Philologischen Vereins Berlin im Naumburger Kartellverband. Nach dem Studium war er Stipendiat an der École française d’Athènes.
Ab 1909 lehrte er Klassische Philologie an der französischsprachigen Université Libre de Bruxelles. 1938 ging er als Gastdozent an die New School for Social Research und als Sather Professor an die University of California, Berkeley. Während des Zweiten Weltkriegs arbeitete er an der École libre des hautes études in New York, wo viele französischsprachige Emigranten wirkten. 1941 wurde er zum Dekan der Philosophischen Fakultät der Universität Kairo ernannt, wo er Geschichtsvorlesungen und Französischkurse abhielt. Nach Kriegsende kehrte Grégoire an die Universität Brüssel zurück.
Neben seiner eigenen Forschungsarbeit, die eine Vielzahl von Themen und Epochen umspannte, nahm Grégoire regen Anteil an der internationalen Forschung. Er übersetzte zentrale Schriften der Byzantinistik aus dem Russischen, Englischen und Deutschen ins Französische, war Herausgeber von vier Zeitschriften (Byzantion, Nouvelle Clio, Annuaire de l’Institut de Philologie et d’Histoire Orientales et Slaves und Flambeau) und Gründungsmitglied der Association Internationale des Études Byzantines. Außerdem war er Mitglied der Königlichen Akademie der Wissenschaften und Schönen Künste von Belgien, auswärtiges Mitglied (associé étranger) der Académie des Inscriptions et Belles-Lettres (1951) und korrespondierendes Mitglied der Bayerischen Akademie der Wissenschaften (1950).

## Schriften (Auswahl)
- Autour de l’Épopée byzantine. London 1975.
- Les persécutions dans l’Empire Romain. 2. Aufl. Bruxelles 1964.
- Saints jumeaux et dieux cavaliers. Étude hagiographique. Paris 1905.
- Histoire de la commune de Puget-Ville jusqu’à 1789. 1876.